# 斉藤唯
斉藤 唯（さいとう ゆい、1968年7月7日 - ）は、日本の元AV女優。

## 略歴・人物
神奈川県出身とされているが、東京都出身とするプロフィールもある。また、生年月日も4月5日生まれとしているものもある。
1987年にデビューした80年代後半を代表するアイドルAV女優の1人である。AVデビュー前は伊勢丹に勤務し、会社案内用のパンフレットにモデルとして起用された。
1988年には東清美・前原祐子・長崎みどりと共にアテナ映像の2代目「セクシーメイツ」として活動した他、冴島奈緒・葉山みどりとで結成されたアイドルグループ「RaCCo組（ラッコぐみ）」でレコードデビューもしている。
1989年にAVを引退。引退後は「YUI」の芸名で歌手・タレントとして活動。文化放送が主催する新宿音楽祭で銅賞を受賞した。現在は芸能界を引退している。

## 出演作品
1987年
- 溺れて…（ビップ）
- ハードゴシップ ここまでかけて（アリーナ）
- マーマレードアイドル 夜の精（サム）
- ロマンコレクション ちちまんま（アテナ映像）共演:白木麻弥
- 少女時代（ファイブスター）

1988年
- 挑発（コロナ）
- 卵熟処女 3 喪失物語（1月16日、にっかつビデオフィルムズ）
- アイドル（サクセス）
- 禁姦色 2 〜受胎告知〜（2月27日、サム）
- 色ぢごく（ゴールデンサム）共演:舞坂ゆい、中原みき
- アダルトビデオマガジン JUICE 10（ビップ）
- あなたとしたい（3月15日、アテナ映像）
- 極限ファック 4 狂態（3月25日、にっかつビデオフィルムズ）
- ブルームーン（サクセス）
- 桃色学園刑事 〜唯ちゃん危機いっぱつ〜（J・V・D）
- ザ・必殺レイプマン 1 淫獣狩り（5月16日、にっかつビデオフィルムズ）共演:東清美
- 性食鬼 〜悪魔の棲む館〜（5月25日、サム）
- 夢まみれ（5月25日、アリスJAPAN）
- フェチマドンナ PART1（AVジャパン）他出演:東清美、菊池えり、中沢慶子、後藤沙貴、百瀬まりも、高樹陽子
- 桃色学園刑事 2 〜唯ちゃん怒りの逆襲〜（J・V・D）
- バイブ好きの懲りない面々（BETTY）他出演:藤あかね、岡本沙弥、中村歩美、秋野リサ、松川ともみ
- 風のララバイ（TOKYOパリス）
- 濃厚エキス 好色一代少女・斉藤唯（サム）
- セクシーメイツVol.5 アイドル危機一髪（7月25日、アテナ映像）共演:東清美、前原祐子、長崎みどり
- 斉藤唯のご乱交遊ばせ!?（8月10日、にっかつビデオフィルムズ）
- スーパーズームアップ（8月25日、アリスJAPAN）
- 花の任侠伝1 唯ちゃんの100万パワー（桃組）
- セクシーメイツVol.6 射Sayハリケーン（9月25日、アテナ映像）共演:東清美、前原祐子、長崎みどり
- 獣貞夢（TOKYOパリス）※監督も務める
- 花の任侠伝 2 唯ちゃん濡れて入ります（桃組）
- RAINBOW（11月、ピラミッドビデオ）
- セーラー服 Collection 1（笠倉出版）他出演:後藤沙貴、沢田智
- ザ・告白 マイロストバージン（フェニックス）
- 花の任侠伝 3 二代目もらっちゃった（桃組）
- RaCCo組 Tri Angel（11月25日、ピラミッドビデオ）共演:冴島奈緒、葉山みどり
- セクシーメイツVol.7 微・少女クライマックス（アテナ映像）共演:東清美、前原祐子、長崎みどり
- 悶絶パニック 3 日本一の聖裸服大全（サム）他出演:東桐子、山崎あや、後藤沙貴、島崎梨乃
- 聖少女 バイリンガル（リップスティック）
- 花の任侠伝SPECIAL（桃組）
- 七色の予感（ファイブスター）

1989年
- スペシャルメニュー5 感じやすい娘たち（フェニックス）オムニバス作品
- セクシーメイツVol.8 燃え立ちフィナーレ（アテナ映像）共演:東清美、前原祐子、長崎みどり
- 熱視線（3月、ピラミッドビデオ）
- 唯ちゃんのくわえ上手 どこでもヌけます（リップスティック）
- 少女たちのあぶない瞬間（ピラミッドビデオ）他出演:美穂由紀、冴島奈緒、立原友香
- ロマンGAL ハートで本番 3（ファイブスター）他出演:高樹陽子、松本ちえ子、相原久美、速水舞
- スーパー少女（ファイブスター）他出演:村上麗奈、御藤静
- 妖しい遊戯（SOPHY）
- セクシーメイツ ファイナル!（アテナ映像）共演:東清美、前原祐子、長崎みどり

## 書籍

### 写真集
- マドンナメイト写真集 斉藤唯（1988年3月、マドンナ社） - 撮影:岡克己
- ラブ・ソングス 「唯と6つの物語」（1988年10月1日、綜合図書）
- Fruit Kiss －甘ずっぱい体験－（1988年12月15日、大陸書房） - 撮影:山木隆夫
- オレンジ色の恋（1989年2月22日、ピラミッド社） - 撮影:山木隆夫

### カセット
- マドンナメイトカセット アダルト版 斉藤唯 グッバイ・バージン（1988年4月、マドンナ社）

## ディスコグラフィー

### シングル
- Midnight Sympathy / My First Story（1989年6月21日、クラウンレコード、CWP-105）

## テレビ出演
- 松崎しげるの翔んでもHAPPEN（1989年、東海テレビ） - アシスタント